# Сельцо (Тосненський район)
Сельцо (рос. Сельцо) — селище у Тосненському районі Ленінградської області Російської Федерації.
Населення становить 2440 осіб. Належить до муніципального утворення Любанське міське поселення.

## Історія
Населений пункт розташований на історичній землі Іжорія.
Згідно із законом від 22 грудня 2004 року № 116-оз належить до муніципального утворення Любанське міське поселення.

## Населення
| 2007 | 2010  | 2017  |
| ---- | ----- | ----- |
| 2621 | ↘2440 | →2440 |